# Glen Murakami
Glen Murakami es un productor que ha trabajado en varias series de televisión, más notablemente para las del Universo animado de DC. Sin embargo, en los años 80 es muy reconocido por su trabajo en la producción de la serie de Las Tortugas Ninja de 1987.

## Biografía
Comenzó trabajando con Bruce Timm en Batman: la serie animada. También trabajó en ¡Fenomenoide!, incluso se puede llegar a ver dibujado durante la secuencia de apertura desnudo en un barril, diseñando personajes. Fue director artístico en Superman: la serie animada y productor en Batman Beyond y Liga de la Justicia. Se desempeñó como productor en Teen Titans y The Batman.
Él se aproximó a los dos programas con un estilo de diseño inusual, separándolos del resto de la programación de animación de DC Comics. El estilo de la serie es a veces llamado Murakanime por los fanáticos. También es más conocido por el estilo llamado Americanime.